# Стефанос Папагалос
Стефанос Папагалос (на гръцки: Στέφανος Παπαγάλος) е гръцки революционер, деец на гръцката въоръжена пропаганда в Македония от началото на XX век.

## Биография
Стефанос Папагалос е роден в Бер, тогава в Османската империя. Действа като артилерист във въоръжена чета, а скоро след това оглавява своя собствена. Участва в сраженията при Ениджевардарското езеро заедно с Атанасиос Минопулос и Йоанис Деместихас (капитан Никифорос). След Младотурската революция от 1908 година ръководи чета от 28 души. Убит е в сражение през 1910 година край село Схинас.